# Andrei Dobrescu
Andrei Dobrescu (n. 1908 la Dragodana, Dâmbovița) a fost un matematician român, specialist în geometrie.

## Biografie
După studiile elementare în comuna natală, urmează liceul la Mănăstirea Dealu și își ia bacalaureatul în 1927.
Este licențiat în matematică la Universitatea din București în 1930.
În perioada 1931 - 1953 funcționează ca profesor pe la diferite școli secundare din diverse orașe.
În 1946 este numit asistent la Catedra de Geometrie a profesorului Gheorghe Vrânceanu, în 1952 lector.
În 1960 obține titlul de conferențiar la aceeași catedră.
În paralel cu activitatea didactică, în perioada 1952 - 1955 funcționează ca cercetător la Institutul de Matematică al Academiei, la secția de geometrie.
Începând cu 1965, este profesor la Institutul de Construcții.

## Activitate științifică
Pronin de la lucrările clasice ale lui W. Willing și Élie Cartan privind clasificarea grupurilor lui Sophus Lie, a cercetat în ce măsură metoda tensorială a lui Gheorghe Vrânceanu, utilizată anterior numai în anumite probleme din teoria grupurilor Lie, poate fi folosită și la studiul general a acestor grupuri.Studiul poate fi extins si in cazul grupurilor Heisenberg.
A efectuat clasificarea grupurilor lui Lie cu patru parametri {\displaystyle (G_{4})} cu ajutorul vectorului de structură și al tensorului simetric de structură.
S-a ocupat de structurile grupului {\displaystyle (G_{3})} și a demonstrat că se poate stabili o echivalență între clasificările Bianchi, Vrânceanu și Lie.
În 1955 s-a ocupat de suprafețele neolonome, iar în 1962 de studiul curburii totale a unei suprafețe riglate și de teoreme lui Killing relativ la grupurile de neintegrabilitate, ca în 1966 să studieze unele ecuații ale fizicii matematice.

## Scrieri
- 1956: Curs de geometrie diferențială;
- 1963: Geometrie diferențială .